# Atimia nadezhdae
Atimia nadezhdae là một loài bọ cánh cứng trong họ Cerambycidae.